# Mark Farina
Mark Farina (Chicago, 25 marzo 1969) è un disc jockey e produttore discografico statunitense.

## Biografia
Poco dopo aver stretto amicizia col DJ Derrick Carter, conosciuto nel 1988 in un negozio di dischi a Chicago, Farina sviluppò il suo interesse per la musica house.
Sperimento' un suo stile personale, noto come Mushroom jazz.
Attivo dall'età di 19 anni nella musica house, si è messo in luce a San Francisco e in California dove risiede. Il suo stile si caratterizza dai ritmi downtempo, che associano house, lounge, hip-hop e jazz. 
Visto il successo del suo stile downtempo, nel 1992 aprì un club, col socio Patty Ryan-Smith: era il Mushroom Jazz, dove suonava ogni lunedì sera. 
È uno dei pochi DJ in grado di mixare questi quattro generi musicali contemporaneamente. Qualità e  finezza sono i  punti che caratterizzano il suo lavoro. Si è fatto notare  nel 1989 con l'album Mood prodotto dall'etichetta KMS Records. Fu poi la volta nel 1996 di una serie di mix-tapes originali intitolata Mushroom Jazz, prodotta dall'etichetta Om Records. 
Nel 2006 ha creato a Dallas l'etichetta Great Lakes Audio facendo riferimento a Chicago e Detroit, due città fonte di ispirazione per i DJ, il cui primo brano è stato Bes' Entertainment.

## Discografia
- Geograffiti EP (Great Lakes Audio)
- Mushroom Jazz (serie)
  - Mushroom Jazz 8 (Innercise/MRI)
  - Mushroom Jazz 7 (Innercise/MRI)
  - Mushroom Jazz 6 (Om)
  - Mushroom Jazz 5 (Om)
  - Mushroom Jazz 4 (Om)
  - Mushroom Jazz 3 (Om)
  - Mushroom Jazz 2 (Om)
  - Mushroom Jazz 1 (Om)
- Fabric 40
- Live in Tokyo (Om)
- House of OM (Om)
- Sessions (MOS)
- Seasons (Moonshine)
- Imperial Dub (Imperial)
- United DJs of America (DMC)
- San Francisco Sessions (Om)
- Connect (Om)
- Live at Om w/Derrick Carter (Om)
- Air Farina (Om)
- Bes' Enatainment EP (Great Lakes Audio)